# Liste des évêques et archevêques de Trani-Barletta-Bisceglie
La liste des évêques et archevêques de Trani-Barletta-Bisceglie recense les noms des évêques qui se sont succédé à la tête du Diocèse de Trani dans les Pouilles en Italie depuis sa fondation au VIe siècle jusqu'à son élévation au rang d'archidiocèse au XIe siècle puis les noms des archevêques à la tête de l'archidiocèse d'abord de Trani, puis de Trani et Bisceglie à partir de 1818, de Trani, Nazareth et Bisceglie à partir de 1828, de Trani et Barletta à partir de 1860 et finalement de Trani-Barletta-Bisceglie depuis 1986. 

## Sont évêques de Trani
- Redento
- Magne (Magno) (−249)
- Eutichio (493–504)
- Sutinio (v.761)
- Leopardo (827?–834?)
- Oderisio (Auderis) (834)
- Angelario (835?–845)
- Johannes (952–980)
- Rodostamo (v.983)

## Sont archevêques de Trani
- Crisostomo (v.999) (premier archevêque)
- Johannes
- Johannes (1053–1059)
- Delio (1059–1063?)
- Bisanzio (1063–1071?)
- Johannes (1072–1087)
- Bisanzio (1090–1099?)
- Bertrando (1101–1108)
- Ubaldo (v.1118)
- Bisanzio (v.1120)
- Ubaldo (1130–1138)
- Peregrino (v.1141)
- Bisanzio (1142–1150)
- Bertrando (1158–1186)
- Samaro (1192–1201)
- Bartolomeo (1203–1225)
- Iacobo (1228?–1260)
- Nicola (1267–1272?)
- Opzione (1280–1288)
- Filippo (1288–1295)
- Giovanni, O.F.M. (1297–1299)
- Oddone Arcione (1299–1314)
- Bartolomeo (1317–1327?)
- Bartolomeo Brancaccio (1334–1338)
- Andrea (1342–1343)
- Guglielmo (1343–1344)
- Filippo, O.P. (1344–1348)
- Mangerio (Magnésio), O.P. (1348–1352)
- Jacopo Tura Scottino, O.P. (1352–1378)
- Matteo Spina, O.P. (1379)
- Antonio de Lamberto (1379–1383)
- Enrico Minuzio (1384–1389)
- Riccardo de Silvestris (1390)
- Giacomo (1390–1414)
- Gubellio (1414–1418)
- Francesco Carosio (1418–1427)
- Giacomo Barrile (1427–1435)
- Latino Orsini (1439–1450)
- Giovanni Orsini (1451–1477)
- Cosmo de Melioratis Orsini (1479–)
- Giovanni de Actaldo (1481–1492)
- Juan Castellar y de Borja (1493–1503)
- Francisco Lloris y de Borja (1503–1505)
- Marco Vigerio della Rovere (1505–1509)
- Geremia (1512–1516)
- Giovanni Domenico De Cupis (1517–1551)
- Bartolomeo Serristori (1551–1555)
- Gianbernardino Scotti  (1555–1559)
- Juan Battista de Ojeda (1560–1571)
- Angelo de Horabona (1573–1576)
- Scipione de Tolfa (1577–1592)
- Giulio Caracciolo (1593–1596)
- Andrea de Franchis (1597–1603)
- Juan de Rada, O.F.M. (1605–1606)
- Diego Alvarez, O.P. (1606–1635)
- Tommaso Ancora (Arriconio, Arrigonio) (1635–)
- Tommaso de Sarria, O.P. (1656–1665)
- Giovanni Battista del Tinto (1666–1676)
- Paolo Ximenes (1677–1693)
- Pietro de Torres (1695–1709)
- Giuseppe Davanzati (1717–1755)
- Domenico Andrea Calvaccante (Cavalcante) (1755–1769)
- Gaetano Capece (1779–1791)
- Luigi Trasmondi (1792–1798)
- Luigi Maria Pirelli (1801–1818)

## Sont archevêques de Trani et Bisceglie
- Luigi Maria Pirelli (1818–1820)
- Gaetano Maria de Franci (1822–1828)

## Sont archevêques de Trani, Nazareth et Bisceglie
- Gaetano Maria de Franci (1828–1847)
- Giuseppe de' Bianchi Dottula (1848–1860)

## Sont archevêques de Trani et Barletta
- Giuseppe de' Bianchi Dottula (1860–1892)
- Domenico Marinangeli (1893–1898)
- Tommaso de Stefano (1898–1906)
- Francesco Paolo Carrano (1906–1915)
- Giovanni Régine (1915–1918)
- Giuseppe Maria Leo (1920–1939)
- Francesco Petronelli (1939–1947)
- Reginaldo Giuseppe Maria Addazi, O.P. (1947–1971)
- Giuseppe Carata (1971–1986)

## Sont archevêques de Trani-Barletta-Bisceglie
- Giuseppe Carata (1986–1990)
- Carmelo Cassati, M.S.C. (1990–1999)
- Giovanni Battista Pichierri (1999–2017)
- Leonardo D’Ascenzo (depuis 2017)

## Sources
- Site radiobombo.it